# Helmut Möller
Helmut Möller (geboren 18. August 1926 in Bad Hersfeld; gestorben am 15. Februar 2013 in Göttingen) war ein deutscher Volkskundler. 

## Leben
Möller wuchs in Bad Hersfeld in einer Lehrerfamilie auf, besuchte von 1933 bis 1937 die Volksschule und anschließend die Oberschule für Jungen. Er beantragte am 27. Dezember 1943 die Aufnahme in die NSDAP und wurde zum 20. April 1944 aufgenommen (Mitgliedsnummer 10.136.926). Im Juli 1944 wurde er kurz vor der Abiturprüfung eingezogen und war bis Kriegsende Soldat in mehreren Artillerie-Regimentern. Nach Kriegsende geriet er in französische Gefangenschaft und wurde im März 1946 entlassen. Nach einem schulischen Ergänzungskurs bestand er im Dezember 1946 das Abitur. An der Universität Göttingen studierte er von 1949 bis 1954 Deutsche Volkskunde, Soziologie, Philosophie und Deutsche Philologie. 1954 promovierte Möller bei dem Soziologen Helmuth Plessner und dem Volkskundler Will-Erich Peuckert über den „Funktionalismus in der Volkskunde“.
Nach seiner Dissertation wurde Möller, gefördert von Peuckert, als wissenschaftliche Hilfskraft beschäftigt, 1957 als wissenschaftlicher Assistent eingestellt und 1958 ins Beamtenverhältnis übernommen. Mit seiner Habilitation 1962 wurde er Privatdozent, 1969 außerplanmäßiger Professor und schließlich ordentlicher Professor für Volkskunde. 1988 ging er in den vorgezogenen Ruhestand.

## Wirken
Möller gilt als Außenseiter und Vorreiter der volkskundlichen und kulturwissenschaftlichen Okkultismusforschung der 1960er bis 1980er Jahre, als dieses Forschungsfeld in den Geschichts- wie Kulturwissenschaften weitgehend ignoriert und als unseriös abgetan wurde. Er schuf in Göttingen eine Nische für die Beschäftigung mit dem Okkulten in Lehre und Forschung.
Wegen der damaligen Distanz der universitären Wissenschaften zur Okkultismusforschung konzentrierten sich Möllers wissenschaftliche Kontakte auf wenige Fachkollegen oder auf Privatforscher mit akademischem Hintergrund. Zu seinen langjährigen und engeren Verbindungen gehörte der britische Privatforscher Ellic Howe, der Kunsthistoriker und Documenta-Macher Harald Szeemann, der Schweizer Historiker Armin Mohler, der Jurist Albrecht Goetz von Olenhusen, der Historiker Ulrich Linse, der Psychologe Adolf Hemberger, der Literaturwissenschaftler Ernst Pfeiffer und der hannoversche Pfarrer Ekkehard Hieronimus. Zudem hatte Möller auch immer wieder Kontakt mit Hans Bender und Eberhard Bauer von vom Freiburger Institut für Grenzgebiete der Psychologie und Psychohygiene.

## Schriften
- Untersuchungen zum Funktionalismus in der Volkskunde (Diss. masch.), Göttingen 1954.
- Untersuchungen zum Funktionalismus in der Volkskunde, in: Folk-Liv, XIV–XX/1955/56.
- Christian Friedrich Sintenis. Ein vergessener Autor am Ausgang der „Hausväter-Zeit“, in: Zeitschrift für deutsche Philologie 78/1959, S. 164–180.
- Hersfelder Volksbücher?, in: Zeitschrift für deutsche Philologie 79/1960, S. 410–421.
- Aus den Anfängen der Volkskunde als Wissenschaft. Volkskunde, Statistik, Völkerkunde 1787, in: Zeitschrift für Volkskunde 60/1964, S. 218–233.
- Gemeinschaft, Folk Society und das Problem der „kleinen Gemeinde“. Will Erich Peuckert zum 70. Geburtstag, in: Folk-Liv, 1964/65, S. 135–145.
- Altdeutsch, Ideologie, Stereotyp, Verhalten, in: Hessische Blätter für Volkskunde 57/1966, S. 9–30.
- Angewandte Aufklärung und magia naturalis. Versuch über ein konfisziertes Hausbuch des ausgehenden 18. Jahrhunderts, in: Fritz Harkort, Karol Peeters (Hrsg.): Volksüberlieferung. Festschrift für Kurt Ranke zur Vollendung des 60. Lebensjahres, Göttingen 1968, S. 491–502.
- Die kleinbürgerliche Familie im 18. Jahrhundert. Verhalten und Gruppenkultur (= Habilitationsschrift 1962), Berlin 1969.
- mit Ellic Howe: Jahrhundertfeier. Vom Untergrund des Abendlandes. Göttingen 1975.
- mit Ellic Howe: Theodor Reuß. Irregular Freemasonry in Germany 1900–1923, in: Ars Quatuor Coronatorum 91/1978, S. 28–46.
- mit Ellic Howe: Theodor Reuss. Winkelmaurerei in Deutschland 1900–1923, in: Quatuor Coronati 15/1978, S. 73–105.
- mit Ellic Howe: Theodor Reuss. Masoneria irregolare in Germania 1920–1923, in: Collegium Italicum Latomurum 4/1978, S. 43–78.
- mit Ellic Howe: Merlin Peregrinus. Vom Untergrund des Abendlandes, Königshausen + Neumann, Würzburg 1986, ISBN 3-88479-185-0
- Das „weltliche Kloster“. Topos und „gelebte Utopie“, in: Albrecht Lehmann, Andreas Kuntz (Hrsg.): Sichtweisen der Volkskunde. Gerhard Lutz zum 60. Geburtstag, Berlin 1988, S. 139–160.
- Licht aus dem Osten. Franz Sättlers wundersame Reise nach Nuristan, in: Albrecht Götz von Olenhusen, Nicolas Barker (Hrsg.): Wege und Abwege. Beiträge zur europäischen Geistesgeschichte der Neuzeit. Festschrift für Ellic Howe (Privatdruck), Freiburg i. Br. 1990, S. 199–214.
- Runen-Magie. Odin, Marby und die Folgen (unveröffentlichtes Manuskript), Göttingen 1991.
- Georg Cantor – Carl Kiesewetter. Ein Briefwechsel, Göttingen 1991.
- Georg Cantor – Carl Kiesewetter. Ein Briefwechsel, in: Zeitschrift für Parapsychologie und Grenzgebiete der Psychologie 44–46/2002–2004, S. 172–194 (fälschlich unter dem Namen Hartmut Möller).
- Staricius und sein „HeldenSchatz“. Episoden eines Akademikerlebens, Göttingen 2003.